# (400157) 2006 VV66
(400157) 2006 VV66 es un asteroide perteneciente al cinturón de asteroides, descubierto el 11 de noviembre de 2006 por el equipo del Catalina Sky Survey desde el Catalina Sky Survey, Arizona, Estados Unidos.

## Designación y nombre
Designado provisionalmente como 2006 VV66.

## Características orbitales
2006 VV66 está situado a una distancia media del Sol de 2,638 ua, pudiendo alejarse hasta 3,222 ua y acercarse hasta 2,053 ua. Su excentricidad es 0,221 y la inclinación orbital 3,410 grados. Emplea 1565,08 días en completar una órbita alrededor del Sol.

## Características físicas
La magnitud absoluta de 2006 VV66 es 17,6.